# On the Road to Find Out (Box Set)
On the Road to Find Out (Box-Set) ist die erste Kompilationsbox des Sängers und Songwriters Cat Stevens.

## Geschichte
Die erste Kompilationsbox von Cat Stevens (heute Yusuf) erschien im Oktober 2001. Nachdem alle Studioalben in 2000/2001 remastert wiederveröffentlicht worden waren, erschien nachträglich eine Box mit vier CDs, die eine Retrospektive der Karriere von Cat Stevens beinhaltet. Unter eigener Regie wurden neben B-Seiten und seltenen und unveröffentlichten Liveaufnahmen auch bisher unveröffentlichte Studioaufnahmen beigefügt. Der letzte Titel auf CD 4 God Is Light ist eine Aufnahme von Yusuf Islam aus dem Jahre 1997, so dass die Box erstmals eine Verknüpfung beider Schaffensperioden darstellt.
Beiliegend ist auch ein 96-seitiges Buch mit dem Titel In Search of the Centre of the Universe, in dem Yusuf Islam noch einmal seine Karriere als Cat Stevens darstellt. Es beinhaltet eine Chronologie seines Lebens von 1948 bis 2000 und detaillierte Angaben zu den einzelnen Musiktiteln sowie Zeichnungen von Cat Stevens und viele Fotos.

## Trackliste
Alle Songs (außer anders erwähnt) wurden von Cat Stevens geschrieben.
Die schwarz hervorgehobenen Titel wurden erstmals auf CD veröffentlicht.
CD: 1 the city
1. Back To The Good Old Times – (bisher unveröffentlichtes Demo, 1965)
2. I Love My Dog
3. Portobello Road
4. Here Comes My Baby
5. Matthew & Son
6. The Tramp
7. I’m Gonna Get Me a Gun
8. School Is Out
9. A Bad Night
10. The Laughing Apple
11. Kitty
12. Blackness Of The Night
13. The First Cut Is The Deepest
14. Northern Wind
15. Moonstone
16. Come On Baby (Shift That Log)
17. Lovely City (When Do You Laugh?)
18. Here Comes My Wife
19. The View From The Top
20. Where Are You
21. If Only Mother Could See Me Now – (bisher unveröffentlichtes Demo, 1968)
22. Honey Man (Stevens/Cumberbatch) – (bisher unveröffentlichte Aufnahme, Januar 1970 Duett mit Elton John)
23. The Joke – (bisher unveröffentlichte Aufnahme, September 1970)

CD: 2 the search
1. Time / Fill My Eyes – (bisher unveröffentlichtes Demo, Januar 1970)
2. Lady D’Arbanville
3. Trouble
4. Pop Star
5. Katmandu
6. Lilywhite
7. I've Got A Thing About Seeing My Grandson Grow Old - (bisher unveröffentlichte Aufnahme, Februar 1970, Alternativer Mix auf “The Very Best of Cat Stevens”)
8. Where Do The Children Play?
9. Wild World
10. Sad Lisa
11. On The Road To Find Out
12. Father And Son
13. Love Lives In The Sky - (bisher unveröffentlichte Aufnahme, Juli 1970)
14. Don’t Be Shy (vom Film Harold and Maude)
15. If You Want To Sing Out, Sing Out (vom Film Harold and Maude)
16. The Day They Make Me Tsar - (bisher unveröffentlichte Aufnahme, Februar 1971)
17. The Wind
18. Moonshadow
19. Morning Has Broken
20. How Can I Tell You
21. Peace Train
22. I Want To Live In A Wigwam - (B-Seite von Morning Has Broken)

CD: 3 the hurt
1. Crab Dance - (B-Seite von Sitting)
2. Sitting
3. Silent Sunlight
4. Angelsea
5. Can’t Keep It In
6. 18th Avenue (Kansas City Nightmare)
7. The Hurt
8. Foreigner Suite
9. Oh Very Young
10. Music
11. Sun / C79
12. King Of Trees
13. Bad Penny (live) – (vom Livealbum Saturnight)
14. Lady D’Arbanville (live) – (vom Livealbum Saturnight)
15. Another Saturday Night (Sam Cooke)

CD: 4 the last
1. Whistlestar
2. Novim’s Nightmare
3. Majik Of Majiks
4. Banapple Gas
5. Blue Monday (Dave Bartholomew) - (bisher unveröffentlichte Aufnahme, November 1975)
6. Doves (Majikat Earth Tour Theme Song) - (B-Seite von (Remember The Days Of The) Old Schoolyard)
7. Hard Headed Woman – (vom Livealbum Majikat)
8. Tuesday’s Dead – (vom Livealbum Majikat)
9. Ruins – (vom Livealbum Majikat)
10. (Remember The Days Of The) Old Schoolyard
11. Life
12. (I Never Wanted) To Be A Star
13. Child For A Day (David Gordon/Paul Travis)
14. Just Another Night
15. Daytime (Stevens/Davies)
16. Last Love Song
17. Never
18. Father And Son (live) – (vom Year of the Child Concert, 22. November 1979)
19. God Is Light